# Корытище (Киевская область)
Корытище (укр. Коритище) — село, входит в Мироновский район Киевской области Украины.
Население по переписи 2001 года составляло 238 человек. Почтовый индекс — 08800. Телефонный код — 4574. Занимает площадь 15,9 км². Код КОАТУУ — 3222983401.

## Местный совет
08825, Київська обл., Миронівський р-н, с.Коритище, вул.Стрільця,55а

## Известные люди
В селе родился Стрелец, Филипп Евдокимович — Герой Советского Союза.